# 1776 (filme)
1776 (bra 1776) é um filme norte-americano de 1972, do gênero comédia dramático-histórico-musical, dirigido por Peter H. Hunt, com roteiro de Peter Stone baseado em seu espetáculo musical 1776, em parceria com Sherman Edwards, que versa sobre os acontecimentos que levaram à Declaração de Independência dos Estados Unidos.

## Sinopse
Durante o Segundo Congresso Continental, de onde sairia o rascunho da Declaração de Independência, John Adams esforça-se para quebrar a resistência dos opositores à independência do país, um assunto em cuja raiz estava a liberdade versus escravidão.

## Prêmios e indicações
| Prêmio             | Categoria                         | Recipientes            | Situação |
| ------------------ | --------------------------------- | ---------------------- | -------- |
| Oscar 1973         | Melhor fotografia                 | Harry Stradling, Jr.   | Indicado |
| Globo de Ouro 1973 | Melhor filme - comédia ou musical | Jack L. Warner (prod.) | Indicado |

## Elenco
| Ator/Atriz       | Personagem            |
| ---------------- | --------------------- |
| William Daniels  | John Adams            |
| Howard Da Silva  | Benjamin Franklin     |
| Ken Howard       | Thomas Jefferson      |
| Donald Madden    | John Dickinson        |
| Blythe Danner    | Martha Jefferson      |
| John Cullum      | Edward Rutledge       |
| Roy Poole        | Stephen Hopkins       |
| David Ford       | John Hancock          |
| Virginia Vestoff | Abigail Adams         |
| Ron Holgate      | Richard Henry Lee     |
| Ray Middleton    | Coronel Thomas McKean |
| Emory Bass       | Juiz James Wilson     |
| Ralston Hill     | Charles Thomson       |
| Howard Caine     | Lewis Morris          |

## Produção
Há uma evidente tentativa de humanizar figuras históricas remotas, principalmente Benjamin Franklin.
1776 é o primeiro e, ao mesmo tempo, o penúltimo filme independente de Jack L. Warner, ex-chefão da Warner Bros.. Depois, ele produziria apenas Dirty Little Billy (1972), "faroeste grunge" sobre Billy the Kid.